# Desoxiguanosina
Desoxiguanosina é um nucleosídeo, semelhante à guanosina, mas com uma hidroxila removida da posição 2' da ribose. Assim como a guanosina é uma ribose ligada à guanina, este composto é uma desoxirribose ligada à guanina. 